# 貓熊屬
貓熊屬或大熊猫屬是熊科之下的一個屬，也是熊猫亚科（Ailuropodinae）现存的唯一属，此屬包含了五個物種的大熊猫。現在只剩下大熊猫（Ailuropoda melanoleuca）物種存在，其中四種只存在於史前時代。雖然在分類學上牠是屬於食肉目動物，但是因为一個名叫「T1R1」的基因失活了，造成大貓熊無法感覺肉類的鮮味。但牠們的消化系統仍然是食肉動物的消化系統，因此只能依靠腸內細菌分解竹葉（但大多未經消化完整排出）。

## 種類
- †小種大熊貓 Ailuropoda microta（上新世晚期）
- †武陵山熊猫 Ailuropoda wulingshanensis（上新世晚期至更新世早期）
- †巴氏大熊貓 Ailuropoda baconi（更新世）
- 大熊猫 Ailuropoda melanoleuca
  - 四川大熊猫 Ailuropoda melanoleuca melanoleuca
  - 秦嶺大熊貓 Ailuropoda melanoleuca qinlingensis